# Armatocereus oligogonus
Armatocereus oligogonus ist eine Pflanzenart in der Gattung Armatocereus aus der Familie der Kakteengewächse (Cactaceae). Das Artepitheton oligogonus leitet sich von den griechischen Worten oligos für ‚wenig‘ sowie gonia für ‚Kante‘ ab und verweist auf wenigen Rippen der Triebe.

## Beschreibung
Armatocereus oligogonus wächst baumförmig mit aufrechten Trieben und erreicht Wuchshöhen von bis zu 3 Meter. Die säuligen Triebe sind trübgrün bis graugrün. Es sind vier bis fünf deutliche, schmale Rippen vorhanden. Die grauen Dornen besitzen eine dunklere Spitze. Die ein bis zwei Mitteldornen weisen eine Länge von bis zu 10 Zentimeter auf. Die acht bis zwölf Randdornen sind bis zu 15 Millimeter lang.
Die weißen Blüten sind 5 bis 6 Zentimeter lang und weisen einen Durchmesser von 4 bis 5 Zentimeter auf. Die braunen Früchte sind bedornt.

## Verbreitung und Systematik
Armatocereus oligogonus ist im Norden Perus verbreitet. 
Die Erstbeschreibung durch Werner Rauh und Curt Backeberg wurde 1957 veröffentlicht. Ein nomenklatorisches Synonym ist Armatocereus ghiesbreghtii var. oligogonus (Rauh & Backeb.) F.Ritter (1981).

## Nachweise